# Kravsko
Kravsko (en allemand : Krawsko) est une commune du district de Znojmo dans la région de Moravie-du-Sud, en République tchèque. Sa population s'élevait à 586 habitants en 2020.

## Géographie
Kravsko se trouve à 9 km au nord-ouest de Znojmo, à 55 km au sud-ouest de Brno et à 171 km au sud-est de Prague.
La commune est limitée par Pavlice et Bojanovice au nord, par Hluboké Mašůvky et Plenkovice à l'est, par Znojmo et Žerůtky au sud, et par Olbramkostel à l'ouest.

## Histoire
La première mention écrite de la localité date de 1092.